# Naengguk
 (août 2025).
 (août 2025).
Si vous disposez d'ouvrages ou d'articles de référence ou si vous connaissez des sites web de qualité traitant du thème abordé ici, merci de compléter l'article en donnant les références utiles à sa vérifiabilité et en les liant à la section « Notes et références ».
En pratique : Quelles sources sont attendues ? Comment ajouter mes sources ?
Le Naengguk (coréen : 냉국) ou soupe froide fait référence à toutes sortes de guk froids (coréen : 국, soupes) dans la cuisine coréenne, principalement consommé en été. On l'appelle aussi chan'guk (coréen : 찬국), qui signifie littéralement « soupe froide » en coréen, tandis que le terme naengguk est une combinaison d'un mot hanja (冷, « froid ») et un mot purement coréen ( 국, « soupe »).
Le premier document historique sur le naengguk apparaît dans un poème écrit par Yi Kyu-bo (1168-1241), un haut officier de la période Goryeo (918-1392). Dans le poème, naengguk est appelé sungaeng ( 순갱 ), qui signifie littéralement sunchaeguk ( 순채국 ), c'est-à-dire une soupe à base de sunchae (Brasenia schreberi, une plante aquatique). Yi y loue son goût clair et simple, affirmant qu'il rendait les plats habituels vulgaires,.
Le naengguk se divise en deux grandes catégories, selon l'assaisonnement et les ingrédients. La première catégorie est préparée en mélangeant de l'eau glacée et du vinaigre pour obtenir un goût aigre-doux, comme le miyeok naengguk (미역냉국) fait avec du wakame, le oi naengguk (오이냉국) à base de concombre, le pa naengguk (파냉국) à base d'oignons nouveaux, le maneul naengguk (마늘냉국) fait avec de l'ail et du gim naengguk (김냉국) à base de Gim (algue) (en) ou de nori . L'autre catégorie est conçue pour améliorer la santé et offrir des saveurs riches, comme la soupe froide au poulet, au sésame ou au soja,.